# Wild Arms
Wild Arms (en japonès ワイルドアームズ) és un videojoc de rol amb una temàtica western desenvolupat per la companyia japonesa Media.Vision. Originàriament va ser llançat al Japó el 1996 per a la consola PlayStation, més endavant fou traduït i llançat a Amèrica del Nord el 1997 i a Europa el 1998 per Sony Computer Entertainment. És conegut no només per ser un dels primers videojocs de rol per a PlayStation, sinó també per ser un dels pocs videojocs ambientats en el Far West. El joc presenta gràfiques en 2D per a les seqüències normals, mentre que les seqüències de batalla són mostrades en 3D.
La història de Wild Arms es localitza al món fictici de Filgaia, i segueix les aventures d'una banda d'aventurers anomenats Dream Chasers (els caçadors de somnis), qui viatgen pel món a la recerca d'emocions i de fortuna. El jugador pren el control d'un jove anomenat Rudy, qui té la capacitat d'operar certes armes potents anomenades Ancient Relic Machines (màquines antigues de relíquia, usualment referides al joc amb les sigles ARMs), les restes prohibides d'una edat perduda que tenen la forma d'armes de foc. Juntament amb els seus companys Jack i Cecilia, el grup ha d'emprar les seves habilitats respectives per creuar les grans terres de Filgaia i impedir una amenaça extraterrestre.
El novembre del 2003 es va llançar un remake de Wild Arms titulat Wild Arms Alter Code: F per a PlayStation 2 al Japó, amb una versió nord-americana produïda el 2005. A més de gràfiques millorades, Wild Arms Alter Code: F també té una història expandida, una banda sonora remasteritzada, nous personatges i escenaris de joc addicionals.

## Sistema de joc
Wild Arms és un videojoc de rol que permet al jugador controlar fins a tres personatges: Rudy, Jack i Cecilia; en el seu progrés a través d'un nombre d'entorns, batalles amb enemics i solucions de trencaclosques. El joc està presentat en una vista bidimensional dalt-baix en què el jugador té una vista d'àguila de tota l'acció que ocorre en una pantalla en particular. Per avançar, el jugador ha de vèncer un nombre d'escenaris d'història i seqüències a través de calabossos mentre lluita contra enemics que apareixen aleatòriament. Els personatges milloren en obtenir punts d'experiència després d'una batalla, descobrint crest graphs, diferents ARMs i aprenent tècniques d'espasa. Això els permet enfrontar-se a entitats demoníaques cada cop més difícils.
A les ciutats que es troben en aquest món es poden comprar armes i armadures més poderoses per a cada personatge, i es poden aprendre noves tècniques per ajudar el jugador a completar reptes més complicats. Hi ha dispositius especials anomenats tools (eines) únics per a cada personatge que permeten al jugador superar situacions que altrament serien impossibles fora de batalla. Aquests objectes s'obtenen a certs punts al joc i revelen àrees ocultes o nous camins, així com poden destruir objectes i solucionar trencaclosques. L'eina de bomba de Rudy, per exemple, pot destruir roques gegants i altres obstacles, mentre que l'arpeig de Jack permet al grup travessar buits grans mentre eviten trampes.

### Sistema de batalla
A diferència del mode de joc normal, on tots els personatges i gràfics de fons són bidimensionals, el combat és mostrat enterament en 3D. Wild Arms empra una estructura de batalla basada en torns en què el jugador introdueix comandaments a l'inici de cada ronda de combat i aquestes accions tenen lloc. L'ordre en què cada personatge i enemic efectuen aquestes accions està basada en la seva estadística de resposta (RES) la qual denota com de de pressa pot actuar un personatge en particular. Com més alta sigui la resposta d'un personatge, més altes són les seves probabilitats d'actuar abans que un enemic. El jugador té l'opció a cada ronda de fer servir un objecte de restauració del seu inventari, emprar una habilitat especial, fugir del combat o atacar. Les unitats enemigues són derrotades quan els seus punts de salut, una representació numèrica de la seva vitalitat, arriba a zero. Els punts de salut poden ser reduïts per atacar un enemic, ja sigui amb atacs normals o embruixaments.